# Socialist Party of America

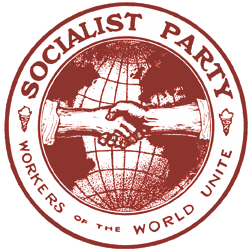
Partijlogo (1915)

De Socialist Party of America (SP, SPA) was van 1901 tot 1973 een socialistische politieke partij in de Verenigde Staten.
De SPA ontstond door de fusie van de drie jaar eerder opgerichte Social Democratic Party (SDP) van Eugene Debs en een afgescheiden vleugel van de oudere Socialist Labor Party of America. Vakbondsman Debs was bijna twee decennia lang partijleider en presidentskandidaat in 1904, 1908, 1912 en 1920. Na Debs' overlijden in 1926 raakte de partij in verval.
In 1973 ging de SPA ten onder in een richtingenstrijd, met de Vietnamoorlog als breekpunt. De Nieuw-Linkse vleugel, die fel tegen deze oorlog gekant was, verliet de partij en richtte het Democratic Socialist Organizing Committee (DSOC) op, waaruit later de Democratic Socialists of America (DSA) zouden voortkomen. De organisatie viel daarna volledig in handen van de voormalige trotskisten rond Shachtman, die de oorlogsinspanning steunden en verder gingen als Social Democrats, USA.